# 2032年夏季残疾人奥林匹克运动会
2032年夏季残疾人奥林匹克运动会，又称第十九届夏季残疾人奥林匹克运动会，简称布里斯班2032（Brisbane 2032；）是一项由国际残疾人奥林匹克委员会管理，即将于2032年8月24日至9月5日（即在2032年夏季奥林匹克运动会闭幕约一个月后）在澳大利亚昆士兰州布里斯班举办的残疾人体育綜合運動會 。
这将是澳大利亚继2000年悉尼残奥会后第二次主办夏残奥会。2028年洛杉矶残奥会闭幕后，布里斯班将接收残奥会旗。

## 申办过程
根据国际奥委会和国际残奥委会于2001年达成的协议，凡获得奥运会主办权的城市自动获得残奥会主办权。

## 准备工作
昆士兰州政府根据主办合同组建了布里斯班奥组委负责策划、组织和举办奥运会和残奥会。

### 交通安排
2022年11月，残奥会运动员卡尼·利德尔等倡导者对布里斯班是否做好了举办2032年残奥会的准备表示担忧，并指出全市许多地方都缺乏适合残障人士的无障碍设施。利德尔恳请赛事组织方咨询残疾人部门，让这座城市能够完全为残障人士提供便利。Youngcare Connect经理沙恩·杰米森（Shane Jamieson）也指责该市“完全没有准备好”举办残奥会，并表示2032年之前的未来发展将依赖于与残障人士的协商。昆士兰州人权专员斯科特·麦克杜格尔（Scott McDougall）表示，昆士兰州在让公共交通完全为残障人士提供便利方面仍然落后，昆士兰州东南部40%的火车站仍须上下楼梯以进出。

## 赛事概况

### 新增项目
- 2021年，国际橄榄球联盟宣告将推动聯盟式橄欖球列入2032年夏季奥运会及残奥会，并将重点关注残奥会的轮椅联盟式橄榄球（英语：wheelchair rugby league）和奥运会的九人制联盟式橄榄球（英语：Rugby league nines）[4]。
- 2024年，随着标准板球选入2032年奥运会，板球运动员内森·莱昂（英语：Nathan Lyon）表示他希望本届残奥会设置盲人板球（英语：blind cricket）项目。澳大利亚板球组织（英语：Cricket Australia）和澳大利亚残疾人奥林匹克委员会（英语：Paralympics Australia）对此提案表示支持。2025年6月，国际残奥委会主席安德鲁·帕森斯确认，如果这项运动被纳入其中，那么在加巴剧院举行金牌争夺赛是有可能的[5]。
- 2025年7月，世界滚球（英语：World Bowls）及澳大利亚滚球组织（英语：Bowls Australia）提议在2032年奥运会及残奥会增设草地滚球项目。如获批，则将与硬地滚球项目同时举行[6]。